# Oratorio de Germigny-des-Prés
El oratorio carolingio de Germigny-des-Prés (en francés: oratoire carolingien de Germigny-des-Prés) es un antiguo oratorio francés de fundación medieval, hoy iglesia de la Santísima Trinidad (en francés: église de la Très-Sainte-Trinité), situado en la comuna homónima de Germigny-des-Prés, en el departamento de Loiret, en la región Centre-Val de Loire. Es una de las iglesias más antiguas de Francia, uno de los raros ejemplos de la arquitectura carolingia que aún se conservan.
La iglesia fue clasificada como monumento histórico de Francia en 1840.
El monumento se encuentra dentro del perímetro de la región natural del Val de Loire inscrito en el Patrimonio de la Humanidad de la Unesco.

## Geografía
El oratorio carolingio se encuentra en Germigny-des-Prés, en la región natural del Val de Loire, en el departamento de Loiret y  canton de Châteauneuf-sur-Loire, cerca de la carretera departamental 60.
Eclesiáticamente, depende de la diócesis de Orléans. 

## Historia
El oratorio fue construido entre 803 y 806 por el obispo de Orléans Teodulfo, teólogo y poeta familiar de Carlomagno, según un esquema de planta central en cruz griega. En el siglo XV, el edificio fue transformado en basílica añadiéndole una nave.
En el periodo 1867-1876 la capilla fue reconstruida por el arquitecto Juste Lisch (1828-1910).

## Descripción

### El oratorio

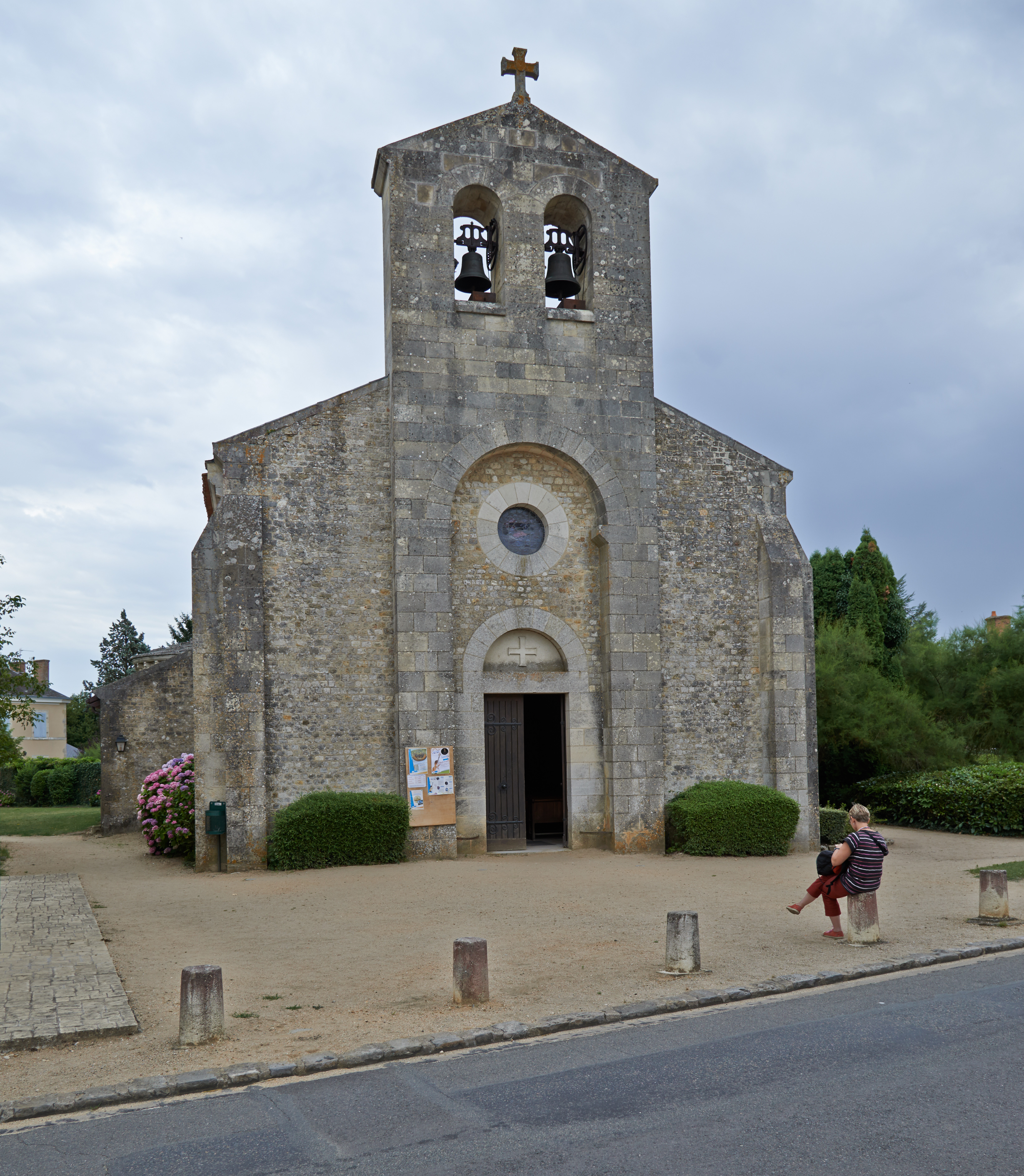
Fachada de la nave, añadida en los siglos XV-XVI

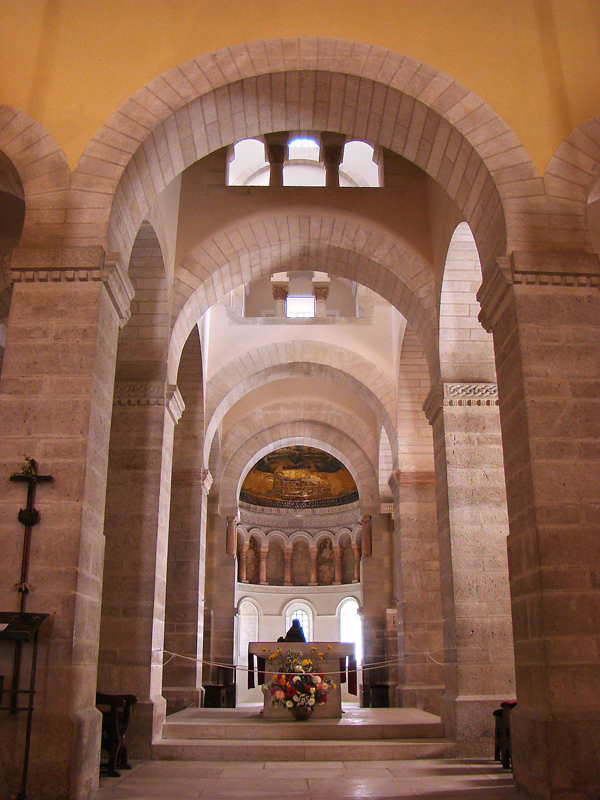
Perspectiva de las arcadas.

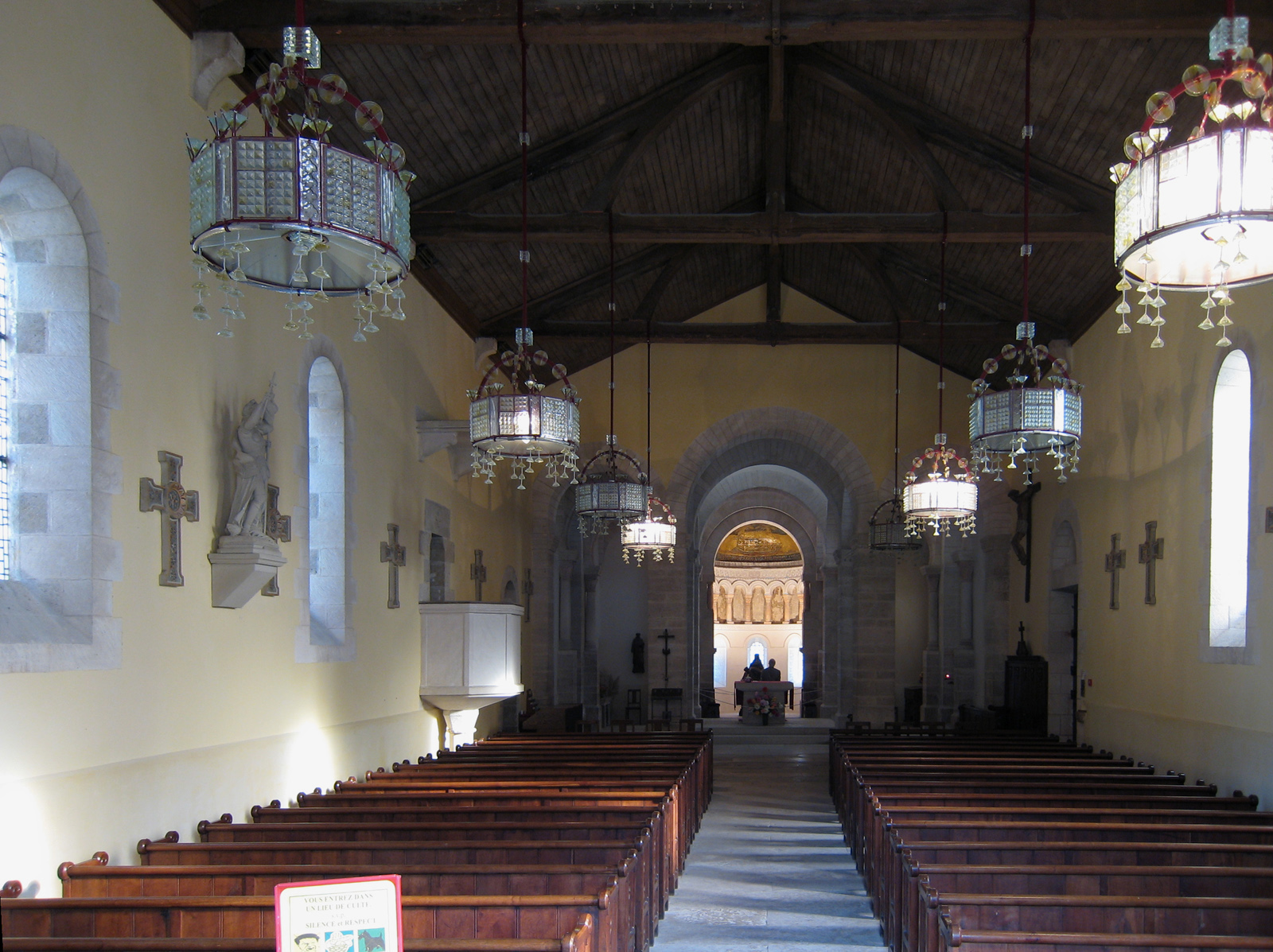
Interior de la iglesia

El edificio adopta una planta en forma de cruz griega (con cuatro ábsides semicirculares en los cuatro lados del cuadrado, siendo el ábside oriental el del mosaico), imitación del oratorio del palacio imperial de Aquisgrán (hoy en Alemania).
La iglesia fue consagrada el 3 de enero de 806 bajo la advocación de santa Genoveva (423–502/512) y san Germán  (c. 378–448). Era entonces la más rica de Neustria. Fue la sede de un consejo en el año 843 y luego fue incendiada antes de 854. Erigida en priorato en 1067 y más adelante en parroquia en el siglo XIII. En los siglo XV y XVI se le añadió una nave, que comportó la destrucción del ábside occidental. Esta nave se amplió en el siglo XIX, siendo coronado el macizo original con un campanario.
La iglesia fue clasificada como monumento histórico de Francia en 1840 y fue restaurada a partir de 1867.
La parte más antigua (en cruz griega) está construida por arcadas peraltadas (es decir, cuya curvatura es mayor que la del arco de medio punto) de estilo visigodo. La cúpula no es la original. Está coronado por un tiburio con dos niveles de aberturas: cuatro series de tres arcos por debajo de las ventanas con azulejos de alabastro que tamizan la luz.
El mosaico se sitúa por debajo de una serie de pequeños arcadas ciegas, pero cuyo interior estaba claramente decorado con mosaicos de los que aún se pueden las trazas.
El mobiliario es escaso. Hay esencialmente una pietà de la escuela borgoñona, situada cerca del oratorio. La iglesia tiene un pequeño museo con un  relicario del siglo XII

El oratorio
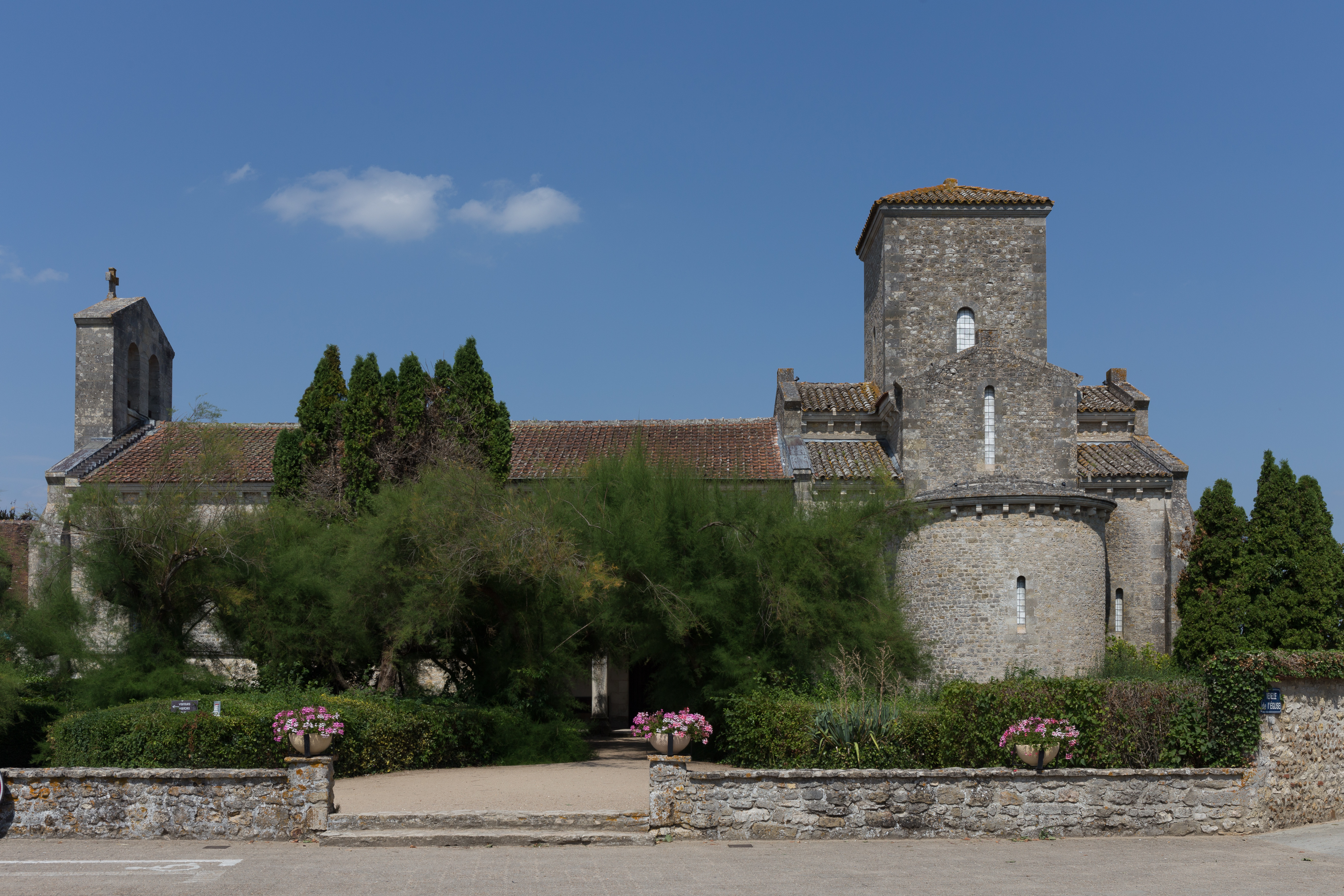
Vista lateral
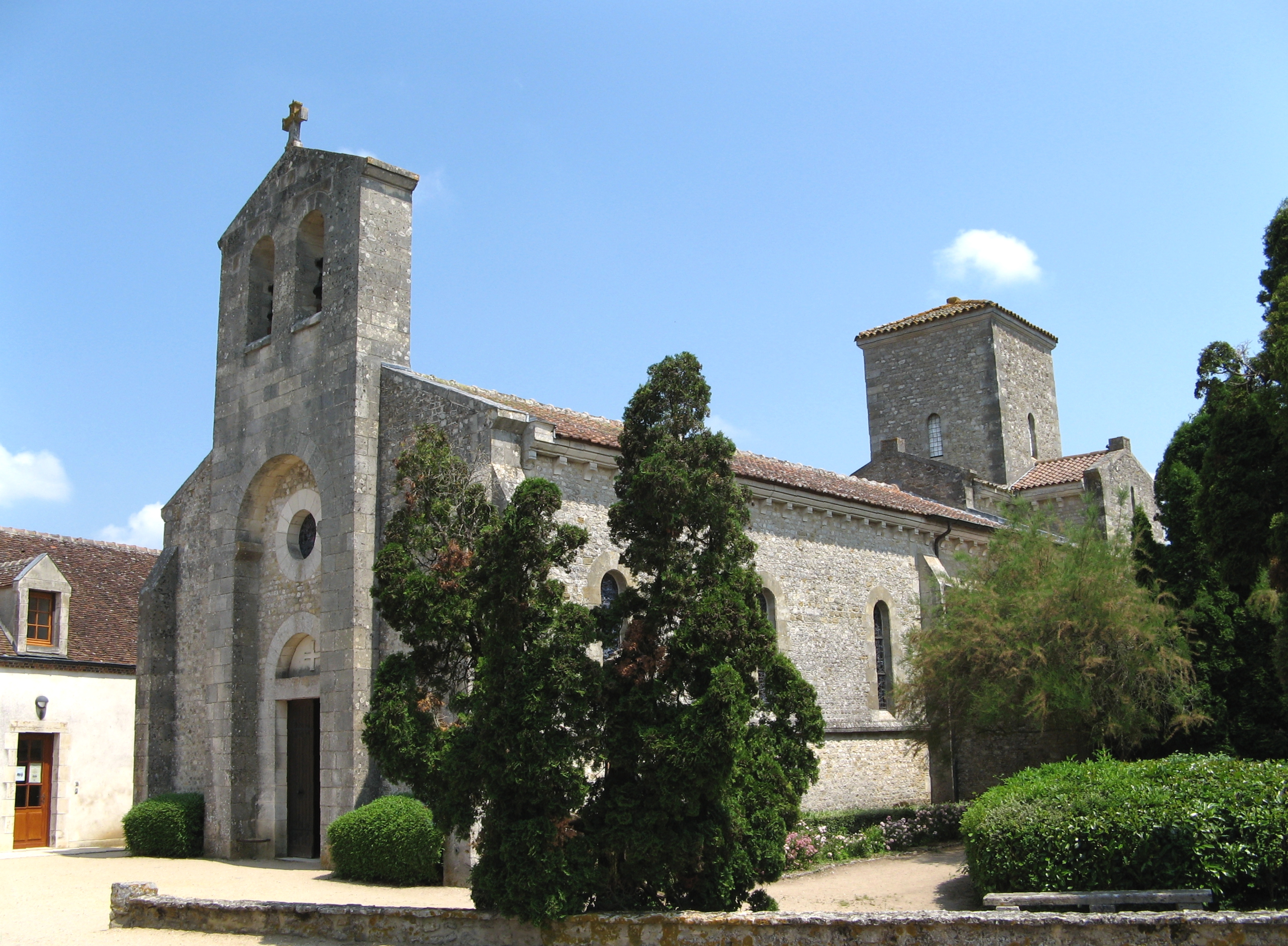
Escorzo de la fachada y la nave
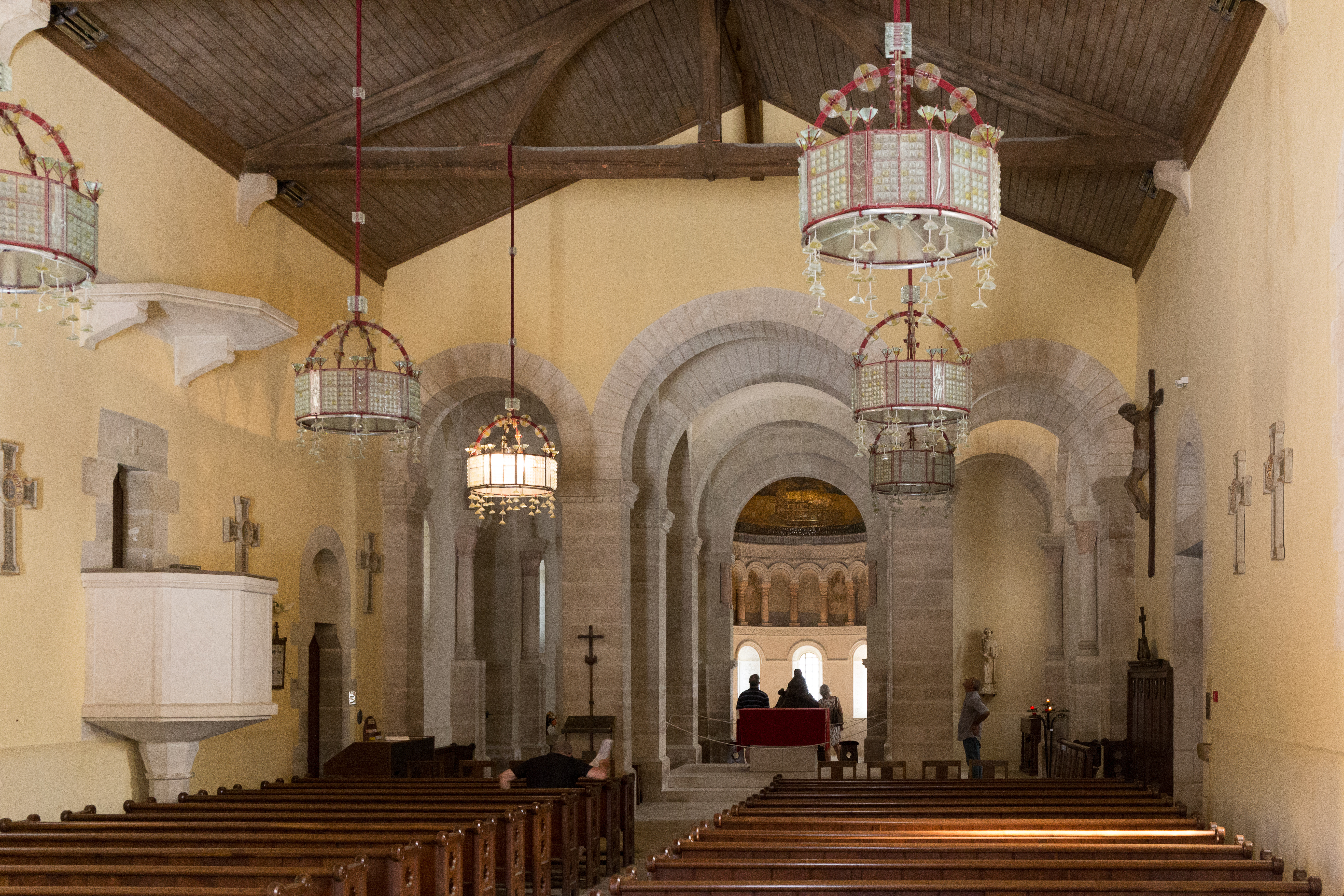
Interior de la nave añadida con el oratorio original al fondo

### El mosaico bizantino
La iglesia contiene, en la bóveda de horno del ábside, el único mosaico bizantino de Francia, que representa dos ángeles que rodean el Arca de la Alianza. Esta escena se inspira claramente en los mosaicos de la basílica de San Vitale de Rávena.
Fue cubierto con estuco durante la Revolución Francesa, y luego redescubierto a mediados del siglo XIX.
Esta representación es particularmente interesante por los estrechos vínculos que tiene con la crisis iconoclasta que asolaba en la época de su realización. El mosaico ocupa en la iglesia el lugar que la tradición bizantina reservaba a las imágenes de la Virgen María entronizada, con Cristo en su regazo y rodeada por dos ángeles, uno a la derecha y otro a la izquierda. Estos dos ángeles significan el carácter divino de Aquel a quienes flanquean.
El mosaico de Germigny, cuyo autor obviamente conocía los usos de Bizancio, si bien no es propiamente romano (bizantino), renunció a la representación de la Madre de Dios sustituyéndola por una imagen equivalente en un nivel simbólico. El arca de la alianza, que contenía en efecto el maná, el pan descendido del cielo, era considerada por los exegetas cristianos como una prefiguración de la Santísima Madre que tiene el Cristo, nacido en Belén, la ciudad de pan.
Así que cabe preguntarse si el artista no estaba influenciada por la iconoclastia que sustituía las imágenes reales por las «sombras» y los símbolos. Representó el arco de alianza rodeaba por dos ángeles de oro que, de acuerdo a la Biblia, rodean el propiciatorio y añade otros dos ángeles más, imágenes "reales" esta vez, como si fuera para rodear a la Virgen María y a su divino hijo. Debía saber los pasajes del Éxodo (36, 35 y 37, 7-9) que describen el velo del Templo y el propiciatorio se utilizaron ampliamente en Bizancio por los partidarios de la veneración de imágenes. De hecho, fueron una importante excepción a la prohibición de hacer imágenes o figuras talladas (Ex. 20: 4-5).
El mosaista, y detrás de él Teodulfo de Orléans, parece situarse a medio camino entre la iconoclastia y la posición de los partidarios de las imágenes bizantinas (Juan Damasceno y  Teodoro Estudita, por ejemplo). Esta posición intermedia era exactamente la de los teólogos de Carlomagno, la del concilio de Frankfurt de 794, que condenó a los iconoclastas y los Livres carolins de los que Teodulfo fue el autor según la mayoría de los historiadores. No fue aceptada, en su momento, por ningún papa.

El mosaico carolingio (principio de siglo IX)
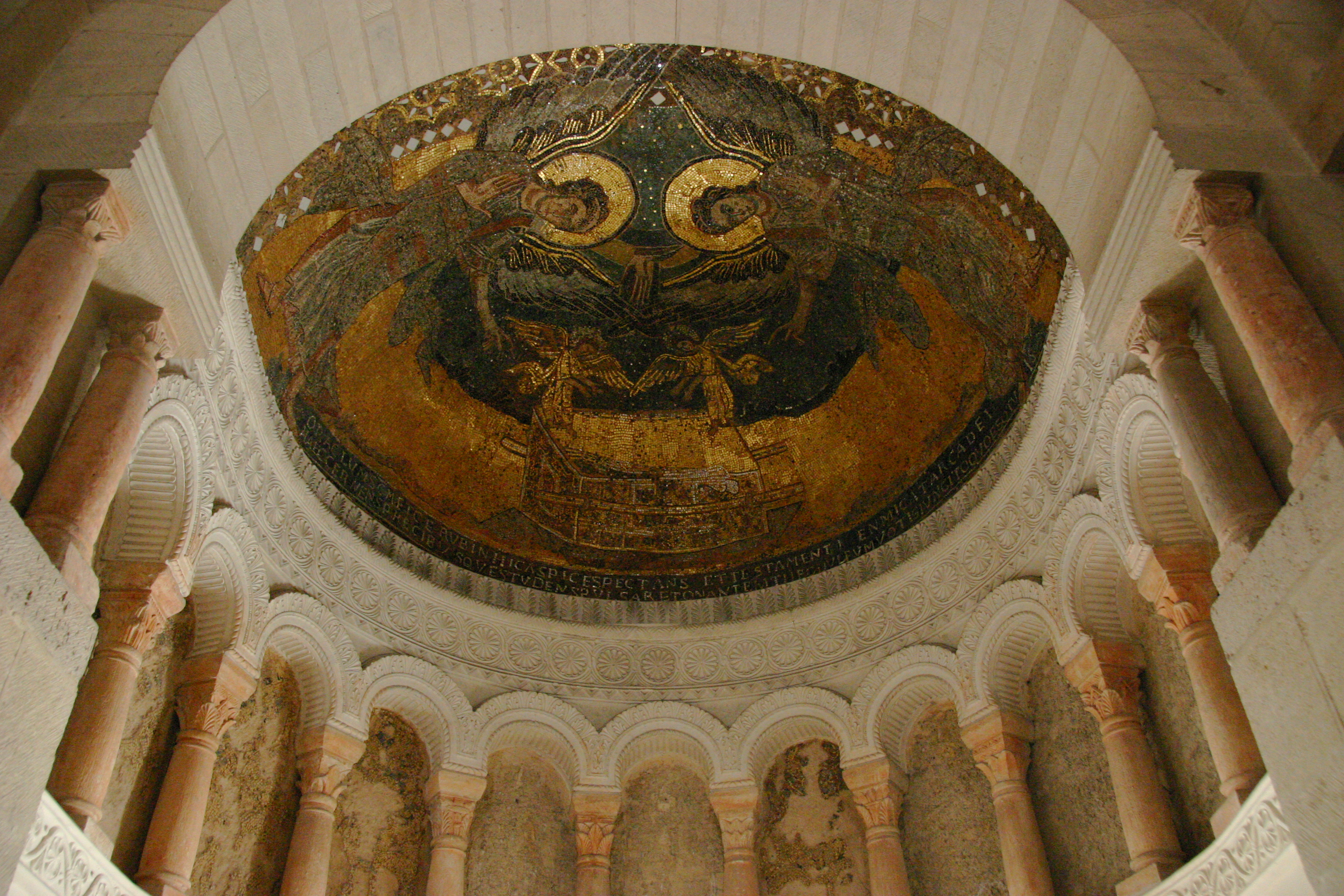
Vista de la bóveda
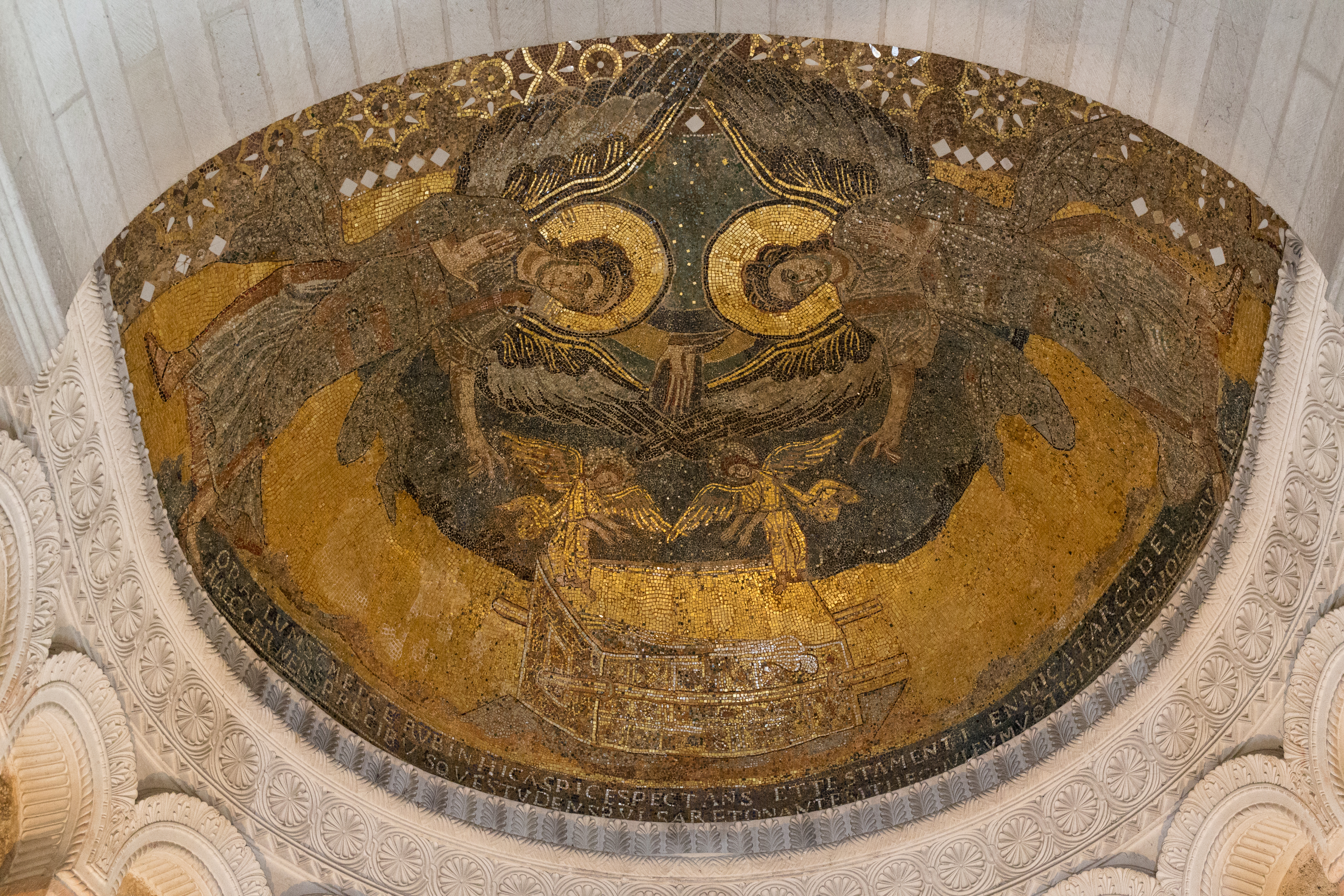
El mosaico carolingio
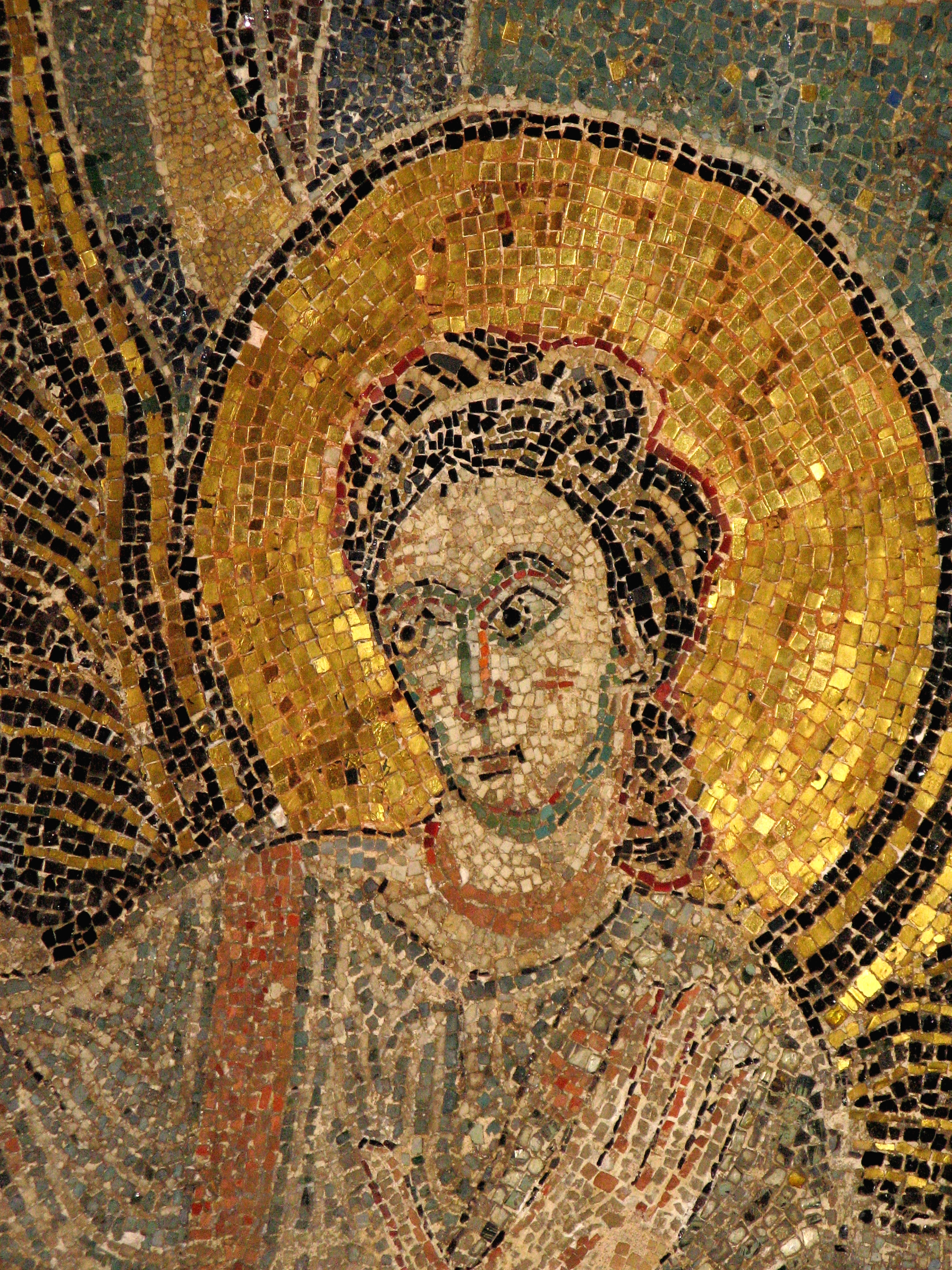
Detalle
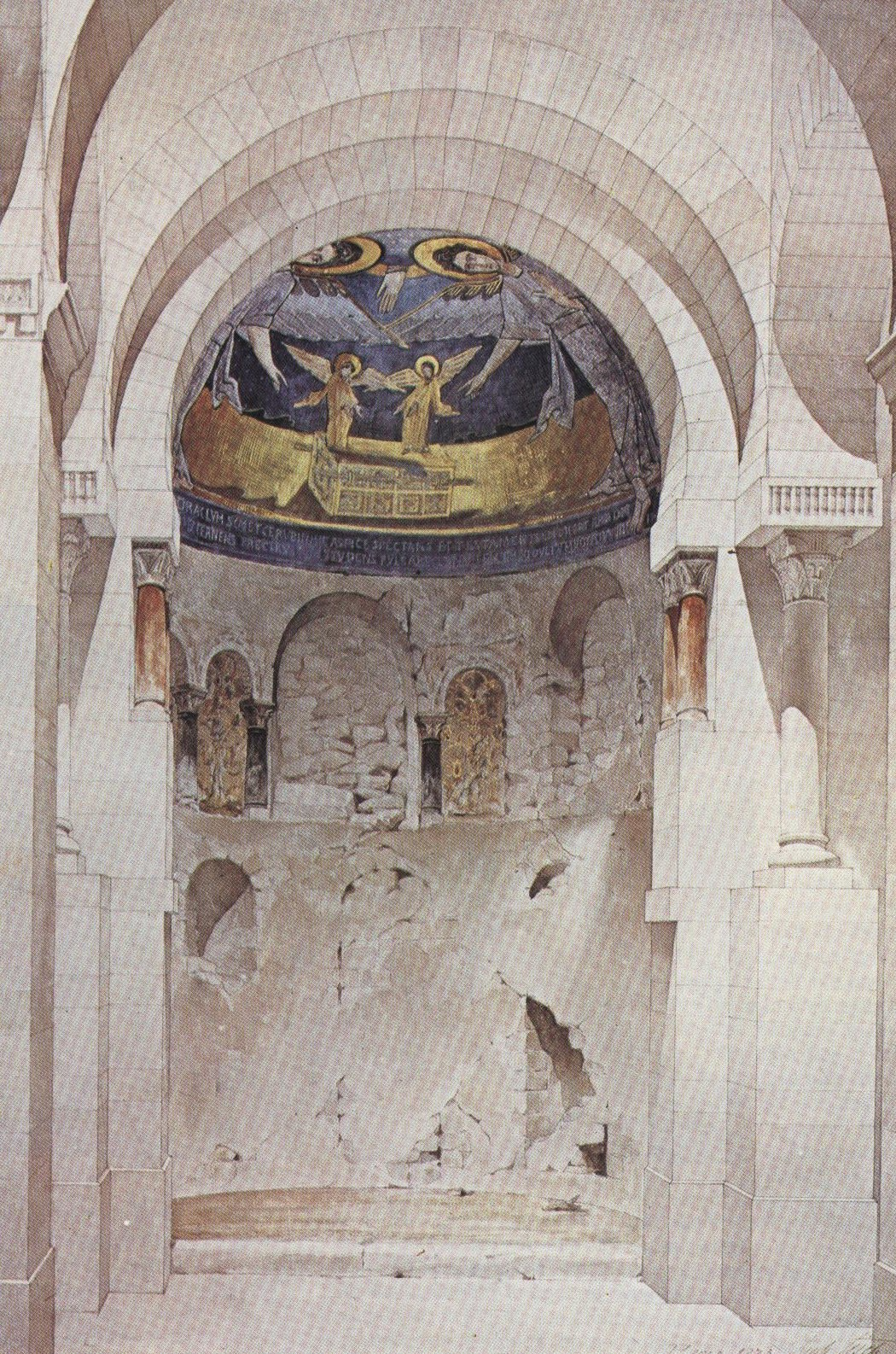
Dibujo de 1873 de Juste Lisch con un levantamiento  del ábside
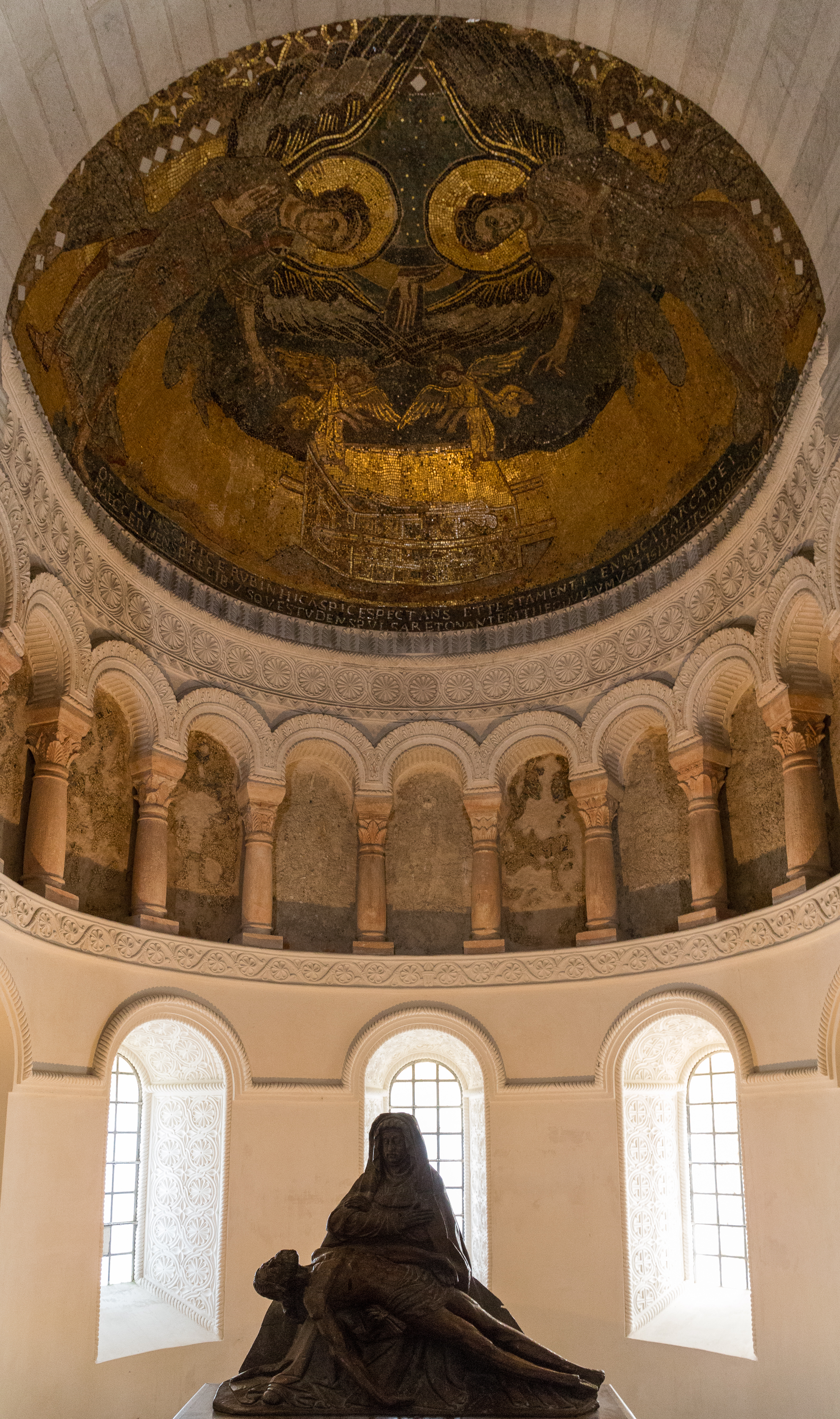
El mosaico y la pietà

## Otros
El mosaico bizantino del oratorio fue el tema de un sello emitido por La Poste en 2000.
El oratorio acogió en 2012 a unos 53 000 visitantes, por lo que es uno de los monumentos más visitados de Loiret.